# Fontaine Saint-Michel
La fontaine Saint-Michel és una font situada al  6è districte de París, a la cruïlla del boulevard Saint-Michel i de la place Saint-André-des-Arts.
Forma part també del pla de ventilació de la ciutat previst per Haussmann sota Napoleó III. El Baró Haussmann va ordenar en realitat la col·locació d'aquesta font per tal d'omplir el buit d'una façana inestètica. La primera idea era d'erigir una enorme estàtua de Napoleó Bonaparte però va ser abandonada, i va ser finalment Sant Miquel Arcàngel abatent el  Diable qui va ser representat.
L'actual fontaine Saint-Michel ha estat concebuda per Gabriel Davioud, ajudat de Flament, Simonet i Halo. Fa 26 metres d'alt i 15 d'ample. L'estàtua de St Miquel occint el drac, al nínxol central, és de Francisque Duret. Els dos dracs que escupen aigua més avall són d'Henri-Alfred Jacquemart. El pòrtic amb columnes és condecorat amb quatre estàtues de bronze representant les virtuts cardinals de La Prudència, de Jean-Auguste Barre, La Força, d'Eugène Guillaume, La Justícia, de Louis Valentin Robert i La Temprança, de Charles Gumery.
Aquesta font va ser inaugurada el 15 d'agost de 1860. Està inscrita com a monument històric per decret del 16 de març 1926.

## Anècdota
- Existeix una quarteta anònima consagrada a les escultures que adornen aquesta font:[2]

«En aquest monument execrable,
No es veuen ni talent ni gust,
El Diable no val res en absolut;
Sant Miquel no val el Diable.»

## Galeria

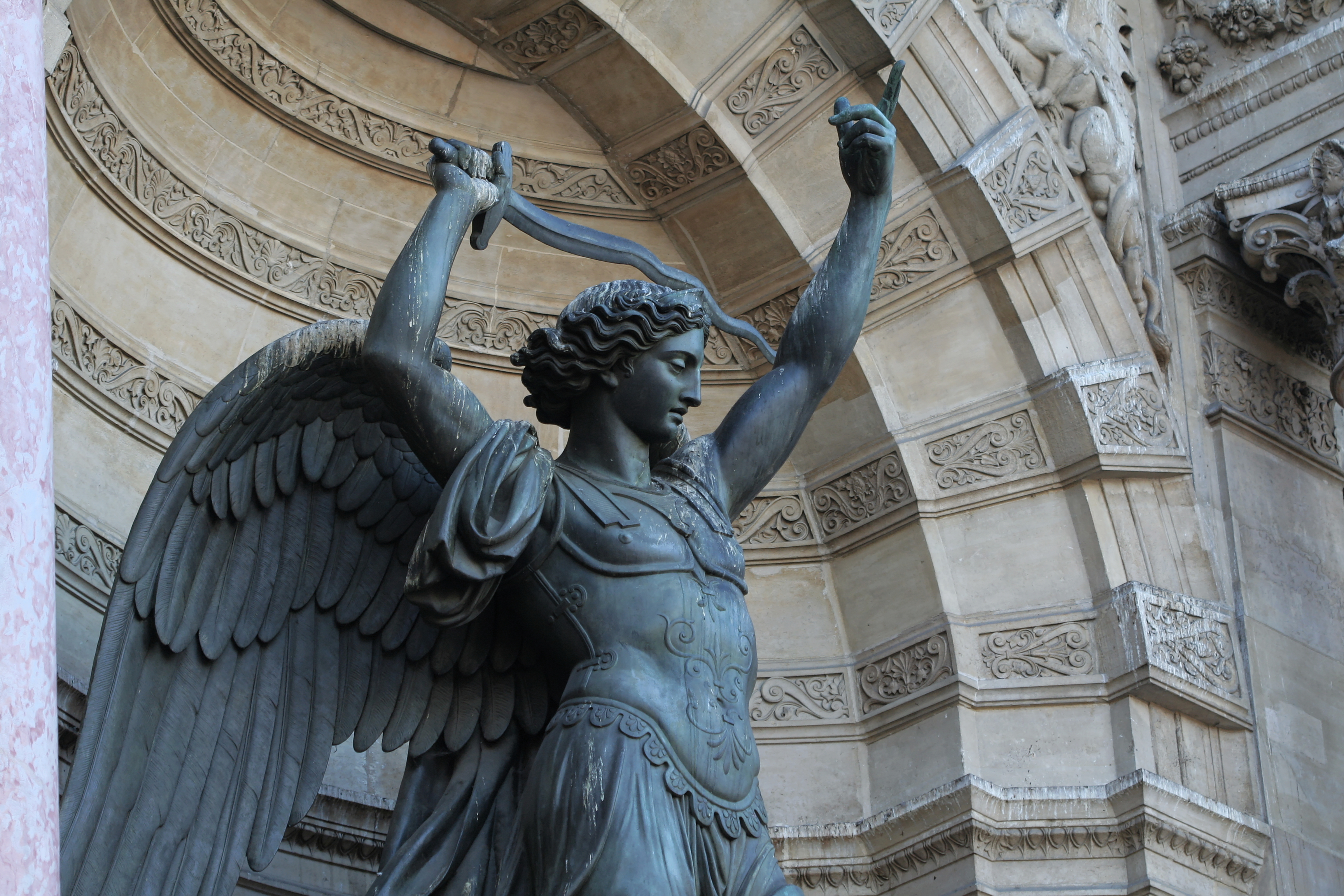
Miquel
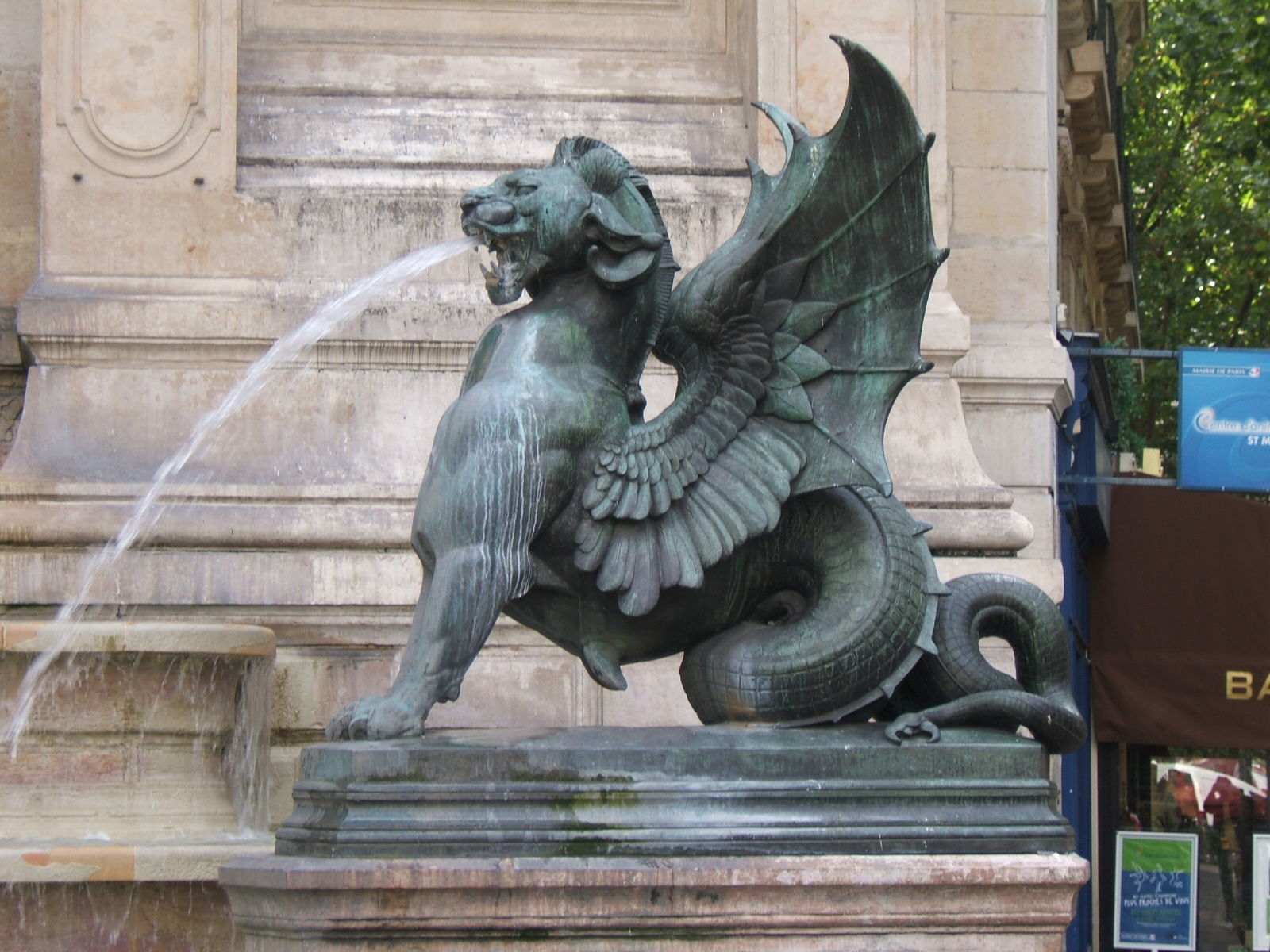
Detall
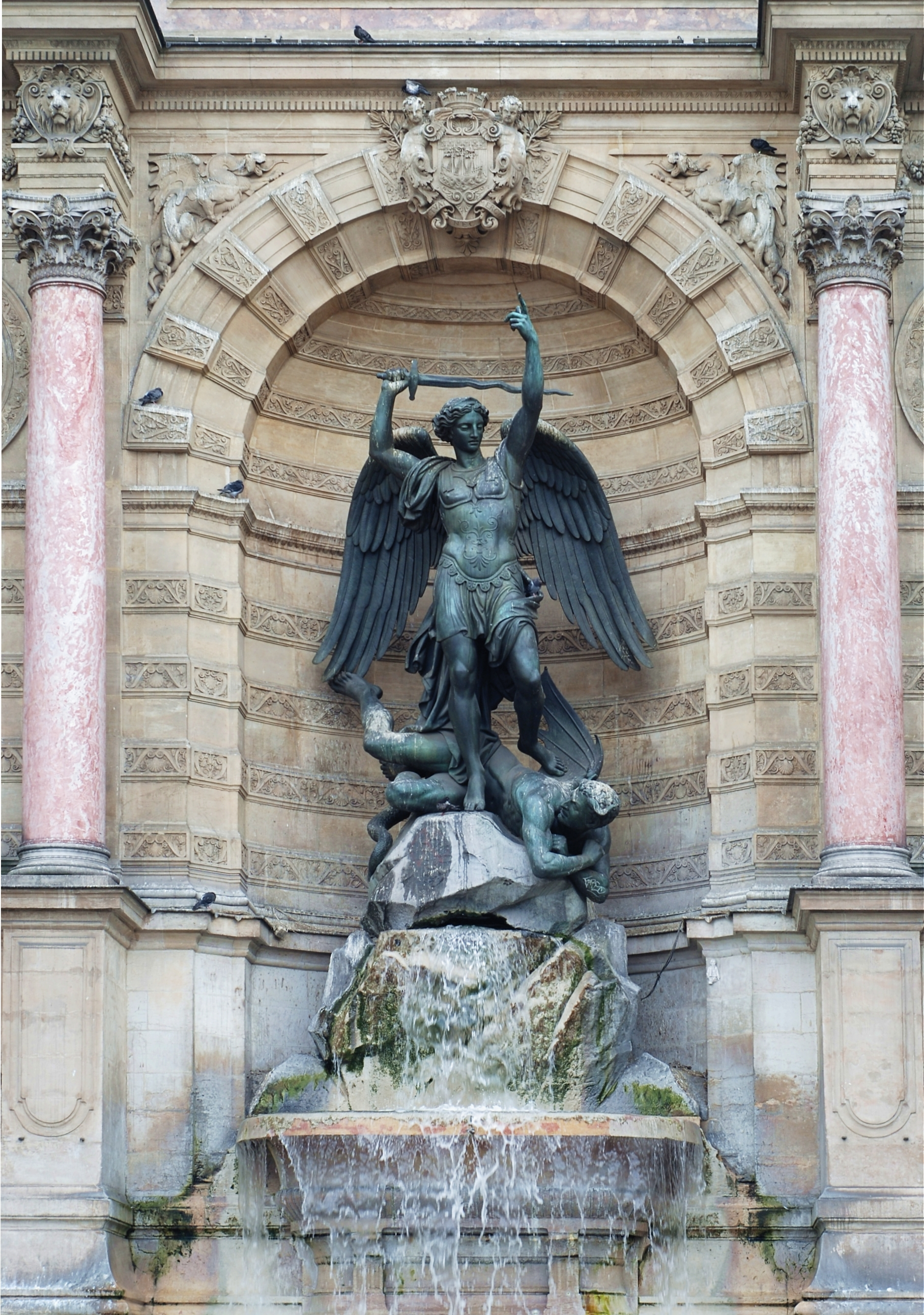
Grup escultòric principal
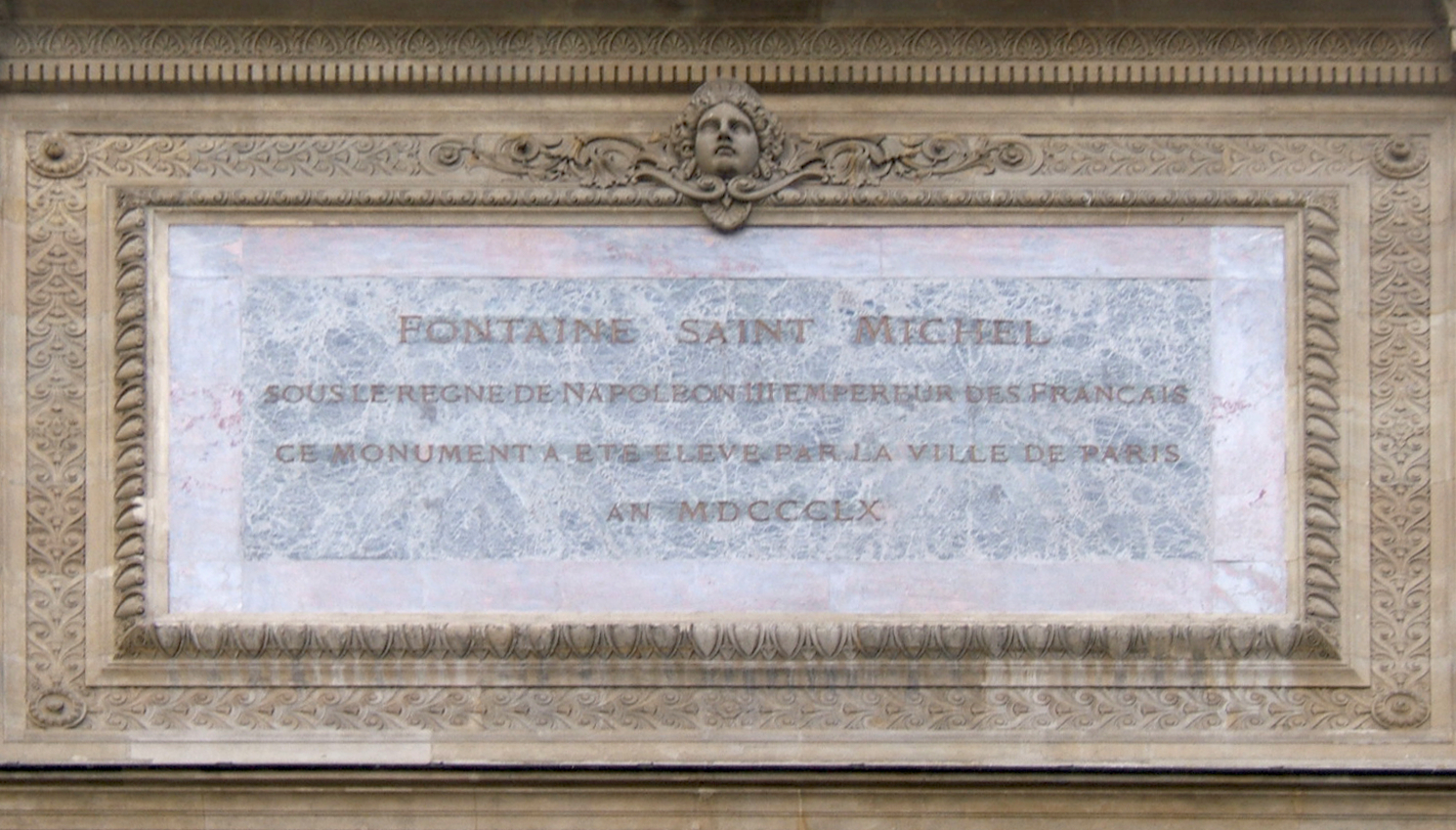
Placa informativa